# Маркина, Варвара Егоровна
Варвара Егоровна Маркина (31 декабря 1921 года — 24 апреля 2002 года) — старший мастер Московского автомобильного завода имени И. А. Лихачёва Министерства автомобильной промышленности СССР, Москва. Герой Социалистического Труда (1971). Депутат Верховного Совета СССР 6 — 7 созывов.
В 1970 году досрочно выполнила личные социалистические обязательства и производственные задания Восьмой пятилетки (1966—1970). Указом Президиума Верховного Совета СССР от 5 апреля 1971 года «за выдающиеся успехи в выполнении заданий пятилетнего плана по развитию автомобильной промышленности» удостоена звания Героя Социалистического Труда с вручением ордена Ленина и золотой медали «Серп и Молот».